# Cité de David
Pour les articles homonymes, voir David.

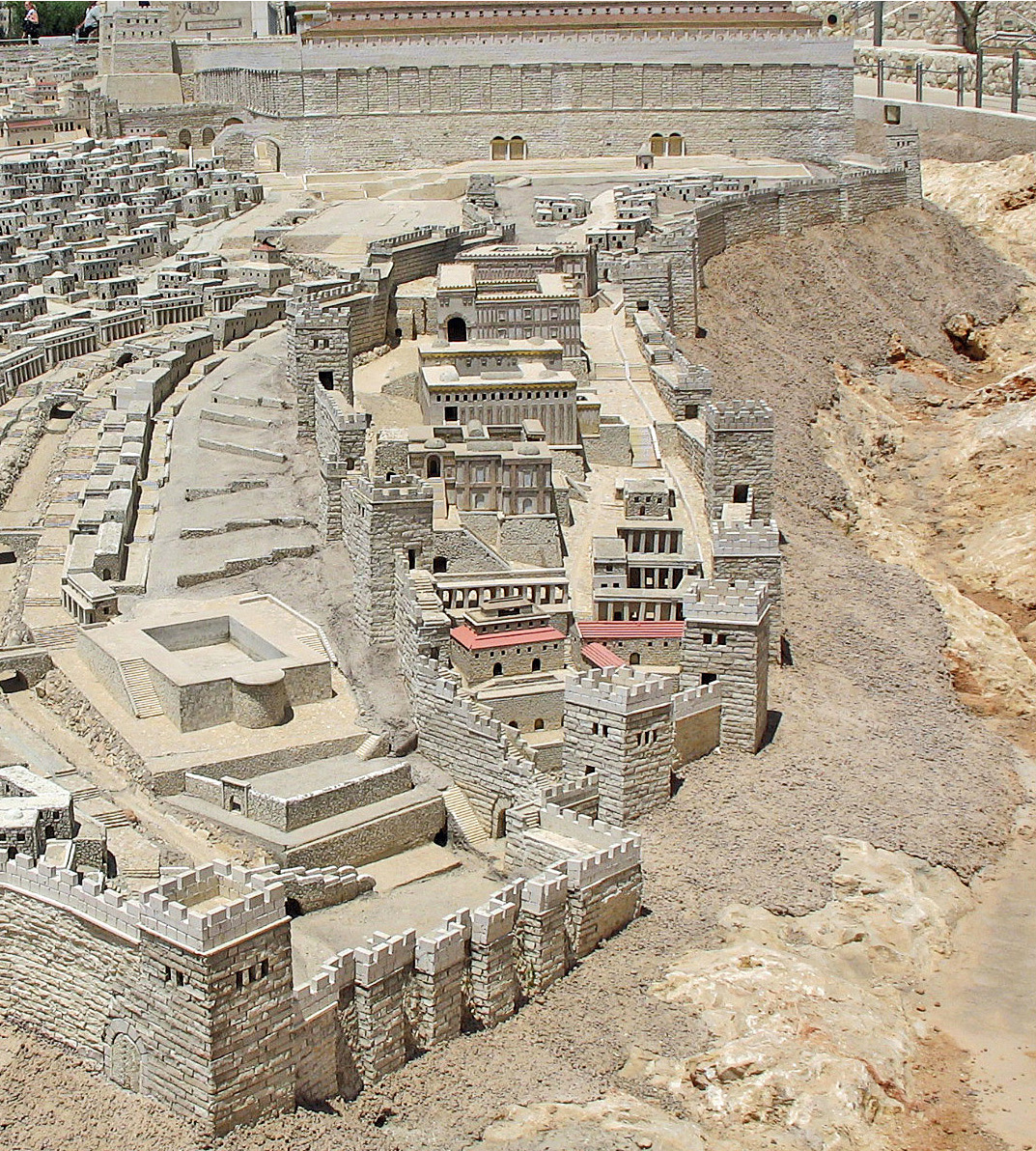
Maquette de Jérusalem au I avec notamment le palais de la reine Hélène d'Adiabène, sur les lieux où aurait existé la Cité de David sept siècles auparavant.

La Cité de David est, selon les références bibliques, l'emplacement d'origine de la vieille ville de Jérusalem à l'époque du roi David. Elle était située au sud du Mont du Temple, entre le Tyropœôn à l'ouest, et la vallée de Cédron à l'est (celle-ci la sépare du quartier arabe de Silwan, au sud-est, auquel elle est souvent assimilée).

## Selon la Bible
La cité de Jébus, fondée 2 000 ans auparavant par les Jébuséens, fut prise selon la Bible par le roi David vers l'an -1004 av J.C.. Devenue la Cité de David, celle-ci était située au sud du mont du Temple, sur ce qui était alors appelé le mont Sion, probablement la colline de l'Ophel, et était entourée de collines tout autour d'elle (d'après le livre des Psaumes). L'emplacement de la source de Gihon est également localisée en ce lieu. C'est près de cet endroit que l'on retrouve la structure qu'Eilat Mazar identifie comme le palais de David. Cependant cette identification est contestée.
Son oncle Amihai Mazar, entre autres, professeur d'archéologie à l'Université hébraïque, penche plutôt pour une forteresse Jébusite antérieure à l'époque de David

## Histoire récente
Pendant l'année 1882 les juifs du Yémen ont fait leur Aliyah, comme le dit le "Chir Hachirim" " Ealee Batamar"= תרמב= 1882. Ils souhaitaient s'installer à Jérusalem. 
Parmi les juifs qui ont réussi à atteindre Jérusalem très peu avaient les moyens économiques pour louer ou acheter un appartement dans la vieille ville, et ils se sont installés dans les grottes qui dataient de l'époque du Premier Temple.
Les premiers à venir en aide aux Yéménites étaient des membres situé[Quoi ?] dans le quartier de l'American Colony (aujourd'hui Cheikh Jarrah), leur apportant de la nourriture, des vêtements et même de l'argent. Apprenant cela, Israel Dov Frumkin qui était le rédacteur du journal Haravatselete créa une organisation qui avait pour but de construire des logements pour des pauvres de la communauté ; ces maisons étaient construites près du mont des Oliviers en face du mont du Temple sur une surface acquise de 10 000 dounams (1 000 hectares), et fut appelé le village des Yéménites "כפר התימנים בשילוח".
Le village a grandi, les familles se sont établies financièrement, ont acheté des terrains à proximité des premiers logements et construit 45 nouvelles maisons, une synagogue "Ohel Itshak, l'infirmerie Hadassa ainsi qu'une garderie et une épicerie. La communauté vivait en bons termes avec ses voisins arabes du village de Silwan.
Entre 1920 et 1929 et 1936 des pogroms eurent lieu dans tout le pays. Les plus meurtriers furent ceux de Hébron (cf. massacre de 1929) et de Jérusalem. Pourtant, en 1929, à Silwan, pas un seul juif ne fut molesté. Sous la direction de la famille palestinienne Ghozlan les habitants du village protégèrent leurs voisins. Afin de montrer leur reconnaissance ils rédigèrent une lettre signée par les dirigeants de la communauté : « Nous [...] devons déclarer publiquement que nous exprimons notre gratitude au cher et honnête homme, l'honorable haj Mohammed Ghozlan, un de nos respectables frères arabes, résidents du village de Shiloah-Silwan, et ses généreux amis, qui ont fait preuve d'une compassion exceptionnelle et d'une bienveillance envers leurs voisins, les résidents juifs du village de Shiloah, pendant les jours d'émeutes en 1929, quand ils n'ont pas permis aux bandes d'émeutiers de nous faire du mal... »
En 1938 les britanniques n'étant plus en mesure d'assurer la sécurité des habitants juifs de Silwan, les évacuent avec la promesse formelle que dès que les événements seront passés les juifs pourront revenir dans leurs maisons.
Il a fallu attendre le 31 mars 2004 pour voir se réinstaller des familles juives à Silwan, une entreprise qui s'accélère depuis que l'entreprise privée Elad exproprie des habitants afin de faire des fouilles archéologiques (comme c'est le cas pour le quartier el Bustan, où 80 maisons sont menacées de démolition).
Le village arabe de Silwan fut inclus dans les limites de la municipalité israélienne de Jérusalem après la conquête en 1967 de la vieille ville de Jérusalem. Ce village, connu auparavant sous le nom de al-Muqaddasi, possède des signes d'installation humaine datant de 1500 avant l'ère chrétienne.
En 2011, l'archéologue Israël Finkelstein publie avec deux collègues un article visant à établir que la Cité de David ne peut pas être le site originel de la ville de Jérusalem, car il n'y a pas d'évidence de son occupation pour les périodes où de nombreux textes documentent la présence d'une population importante. Par analogie avec d'autres sites archéologiques de la région, les auteurs formulent l'hypothèse que le site originel de la ville était situé sous le Mont du Temple, en reconnaissant qu'aucune preuve ne peut en être donnée, vu l'impossibilité de fouiller le site.

## Sites remarquables
- Le tunnel d'Ézéchias construit vers 700 av. J.-C. sous le règne d'Ézéchias, roi de Juda, ce tunnel aurait été creusé pour ravitailler la ville en eau durant le siège par Sennachérib et les Assyriens sur la ville.

- Deux sceaux ont récemment été trouvés pendant les excavations dirigées par Eilat Mazar[5].